# Drassodella transversa
Espèce
Drassodella transversa est une espèce d'araignées aranéomorphes de la famille des Gallieniellidae.

## Distribution
Cette espèce est endémique du Mpumalanga en Afrique du Sud,.

## Description
La femelle holotype mesure 6,88 mm et le mâle paratype 5,56 mm, les femelles mesurent de 5,96 à 6,88 mm.

## Publication originale
- Mbo & Haddad, 2019 : A revision of the endemic South African long-jawed ground spider genus Drassodella Hewitt, 1916 (Araneae: Gallieniellidae). Zootaxa, no 4582(1), p. 1-62.